# Metodo CLEAR
Il metodo CLEAR (dall'inglese City and Local Environmental Accounting and Reporting) è uno strumento di contabilità ambientale utilizzato nel contesto del progetto CLEAR (un progetto europeo cofinanziato dalla Commissione europea). È utilizzato da un gruppo ristretto di enti locali italiani (18 fra comuni e province) per la realizzazione di un bilancio ambientale.
Secondo il metodo CLEAR la contabilità ambientale è un processo di governance in cui alla esplicitazione degli impegni e degli obiettivi da parte dell'ente, corrisponde la definizione di un sistema parametrico di misurazione e quindi di controllo degli esiti di tali intenzioni e scelte. Sulla base di tale sistema di misurazione (o sistema contabile) viene quindi realizzata la fase finale di rendicontazione, che corrisponde alla redazione, discussione e infine approvazione del bilancio ambientale. 
La fase di approvazione avviene contestualmente all'approvazione del bilancio economico-finanziario e degli altri documenti di programmazione dell'ente locale.
Questo processo è dinamico, nel senso che l'esito finale, ovvero il bilancio ambientale, viene utilizzato dai decisori politici per valutare azioni, interventi e politiche nonché piani e programmi, e quindi è in grado di influenzare le strategie per il futuro. Esso è inoltre integrato nella struttura e negli altri processi ordinari dell'ente e aperto al confronto con gli stakeholder.
Tale sistema si inserisce nel rinnovamento del processo di governance locale perché si sviluppa all'interno del processo istituzionale di assunzione delle decisioni, perché si integra con la struttura e con gli altri processi ordinari dell'ente, perché segue un approccio intersettoriale e perché comprende il confronto con gli stakeholder.